# Kanton Saint-Aignan-sur-Roë
Saint-Aignan-sur-Roë is een voormalig kanton van het Franse departement Mayenne. Het kanton maakte deel uit van het arrondissement Château-Gontier. Het werd opgeheven bij decreet van 21 februari 2014 met uitwerking op 22 maart 2015. Alle gemeenten werden opgenomen in het kanton Cossé-le-Vivien.

## Gemeenten
Het kanton Saint-Aignan-sur-Roë omvatte de volgende gemeenten:
- Ballots
- Brains-sur-les-Marches
- Congrier
- Fontaine-Couverte
- Renazé
- La Roë
- La Rouaudière
- Saint-Aignan-sur-Roë (hoofdplaats)
- Saint-Erblon
- Saint-Michel-de-la-Roë
- Saint-Saturnin-du-Limet
- Senonnes